# コンスタンティン1世 (スコットランド王)
コンスタンティン1世（英語：Constantine I、836年頃 - 877年）は、スコットランド王（在位：862年 - 877年）とされるが、生前は他の初期の王と同様に「ピクト人の王（Rex Pictorum）」を称した。またはアルバ王ともされる。 コーサンティン・マク・シナエダ（ゲール語：Causantín mac Cináeda）とも呼ばれる。初代スコットランド王とされるケネス1世の長男。弟にエイがいる。

## 人物
862年に叔父のドナルド1世の死によって王位に就いたが、その治世はスコットランドの南方のイングランドにおけるアングロ＝サクソン人とヴァイキングを中心とする大異教徒軍の争いが激化した時期と重なっていたため、コンスタンティン1世に関する記録は限られている。

## 治世
872年、コンスタンティンは自身が治めるアルバ王国の南に位置するストラスクライド王国の王であるアスガル・アプ・ディフンワルを殺し、彼の息子であり、コンスタンティンの妹（名前不詳）の夫でもあるランをストラスクライド王に即位させた。875年、ヴァイキングはアルバ王国にも攻撃をはじめ、多くのピクト人を殺害した。コンスタンティンはヴァイキングを迎え撃ったが、敗れ、ファイフ・ネスの地で殺された。王位は弟のエイが継いだ。息子のドナルドはのちにアルバ王位に就いた。